# Минкина-Тайчер, Елена Михайловна
Елена Михайловна Минкина-Тайчер (род. 25 сентября 1955 года, Москва, РСФСР, СССР) — израильская русскоязычная писательница.

## Биография
Елена Минкина-Тайчер родилась в Москве. Окончила Первый Московский мединститут. Работала в кардиореанимации.
С 1991 года живёт в Израиле. По профессии врач. Ведет прием в собственной клинике.
Пишет книги. Автор нескольких романов и повестей. Публикуется в московском издательстве ВРЕМЯ.
Автор публикаций в периодических изданиях Израиля, США, России, Германии, Белоруссии и Канады.

## Критика
Литературный критик Независимой газеты Елена Крюкова находит, что у Минкиной-Тайчер «„невыдуманность“ материала помогает чувству достоверности, а художественная составляющая, момент выдумки и игры придает необходимый настоящему роману (не документальной хронике) привкус отстраненности, возможности взгляда широкого охвата.»

## Литературные премии
- 2016 — премия им. Юрия Нагибина.[1]

### Номинации
- 2014 — Номинирована на «Русский Букер», «Ясная Поляна», «Национальный бестселлер», «НОС».[6]
- 2016 — Номинирована на премию «Ясная Поляна».[7]
- 2019 — Номинирована на премию Национальный бестселлер[8]